# Cătălin Burlacu
Cătălin Burlacu (n. 3 iulie 1977, Iași, România) este un fost jucător român de baschet, care a evoluat pentru campioana României, CSU Asesoft Ploiești. Cătălin Burlacu a fost o extremă de forță (4), care a putut juca și centru (5).

## Carieră de jucător
Cătălin Burlacu are multiple realizări, în principal în ligile și cupele României. Are 9 campionate, 4 Cupe ale României și Supercupă. De asemenea a mai jucat în European All Star Game în 2006. A câștigat și Cupa a Italiei în 2008. În ciuda sezonului bun în Italia, a avut un conflict cu fostul său club, deoarece Air Avellino nu i-a plătit întregul salariu. Cariera lui ar fi putut fi și mai bună. Centralistul român ar fi putut merge în SUA la vârsta de 21 de ani. A refuzat oferta de la Rider University SAU - după aceasta nu a mai avut nicio șansă să joace în NBA.
Cătălin Burlacu este considerat cel mai bun produs al baschetului ieșean de după revoluție. Și-a început cariera în orașul său natal, în 1997, și, înainte de a semna cu CSU Asesoft, în 2003, a petrecut două sezoane la West Petrom Arad. A mai evoluat în Germania, la Brandt Hagen, în Estonia, la BC Kalev, și în Italia, pentru Air Avellino. Burlacu a fost unul dintre pionii principali ai succesului dobândit de CSU Asesoft, pe plan european, în 2005 – câștigarea FIBA Europe Cup – și, de curând, și-a dat acordul pentru a evolua încă cel puțin un sezon în tricoul campioanei României. În 2013 el a devenit cetățean de onoare al Ploieștiului.

## Carieră de antrenor
După ce și-a încheiat cariera de jucător, Cătălin Burlacu a început imediat să fie antrenor. Prima sa echipă a fost CSM Ploiești, pentru care a și jucat. A fost angajat și ca antrenor secund al naționalei României, dar și-a dat demisia din cauza conflictului cu antrenorul principal Mircea Țenter. A revenit ca și antrenor când a fost angajat de Steaua București în 2019. Echipa sa a terminat pe locul 5, iar la finalul lui 2020 și-a dat demisia.

## Carieră de sport activ
Cătălin a încercat să facă tot ce poate el pentru Federația Română de Baschet, încercând să ajungă președinte, dar, după aceea și-a retras candidatura, acum ocupând poziția de manager general având în sarcina sa stabilirea staff-urilor tehnice, acțiuni, selecție, strategie, etc.